# Kalifornisering

Kaliforniens flagga

Kalifornisering (engelska californication) är ett sociologiskt begrepp som myntades i tidningen Time 6 maj 1966. Ordet är en sammanslagning av orden California (Kalifornien) och fornication (otukt). Begreppet växte i popularitet under 1970-talet på grund av den "oplanerade och obetänksamma expansion" med stark befolkningsutveckling som skett utan hänsyn till vattentillgångar och andra resurser, vilket i sin tur spillde över på omgärdande stater. På senare år har dock begreppet kommit att få en annan innebörd nämligen den amerikanska kulturella imperialismen som härstammar från Kalifornien.

## I populärkultur
Rockbandet Red Hot Chili Peppers släppte 1999 ett album vid namn Californication med en singel med samma namn. Låten behandlar Kalifornisk kulturexport med mer negativa aspekter i fokus. 2007 släppte Showtime en tv-serie vid namn Californication som följer författaren Hank Moodys utsvävande liv i Hollywood.